# Músculo pronador redondo
El músculo pronador redondo (Pronator teres o radii teres) es un músculo superficial del antebrazo, localizado en la parte externa de la región proximal y anterior del antebrazo; aplanado y oblicuo.
Esta irrigado por la arteria ulnar y la arteria radial e inervado por el nervio mediano.

## Origen e inserción
Se origina por medio de dos fascículos: uno, desde el epicóndilo medial o epitróclea del húmero y, el otro, más delgado, desde la cara interna de la apófisis coronoides de la ulna (cúbito). Entre los dos fascículos de origen pasa el nervio mediano, que es quien lo inerva. Su inserción se encuentra distalmente, en el tercio medio de la cara lateral del radio, distal a la inserción del músculo supinador.

## Función
Su función principal es la pronación del antebrazo pero también realiza una ligera flexión de la articulación del codo.